# Saison PIHA 2010
Navigation
2009 2011
La saison 2010 est la neuvième saison de la Professional inline hockey association.
Les Colorado Springs Thunder sont sacrés champions et remportent la coupe Founders (Founders Cup).